# 彼得·盖尔德卢斯
彼得·盖尔德卢斯（英語：Peter Gelderloos，1981/1982年—）是美国无政府主义活动家和作家。

## 传记
2001年11月，盖尔德卢斯与其他30人因抗议美国军事训练机构西半球安全合作学院的开设被捕，该机构负责训练拉丁美洲国家的军队和警察。他在法庭上为自己辩护，被判处六个月监禁。盖尔德卢斯之前曾组织过反对伊拉克战争的学生集会，并参与了哈里森堡警察观察项目。
2007年4月，盖尔德卢斯又在西班牙巴塞罗那被捕，并被指控在占屋者抗议期间扰乱治安和非法示威。他面临最高六年的监禁。他声称自己因政治立场受到不公平的攻击。2009年他被无罪释放。
他因在2005年出版的非暴力者如何保护国家一书中被提到而闻名。